# Passenham
Passenham – wieś w Anglii, w hrabstwie Northamptonshire, w dystrykcie (unitary authority) West Northamptonshire. Leży 22 km na południe od miasta Northampton i 79 km na północny zachód od Londynu.